# گل بی‌مرگ ارمنستانی
گل بی‌مرگ  (نام علمی: Helichrysum arenarium) نام یک گونه از سرده گل بی‌مرگ است.
در مقالات علمی به اثبات رسیده است که عصاره برگ این گل دارای عملکرد محافظت در برابر اشعه ماوراء بنفش است.1